# Cyrtostachys
Cyrtostachys là một chi thực vật có hoa thuộc họ Arecaceae.
Bao gồm các loài:
- Cyrtostachys bakeri
- Cyrtostachys kisu
- Cyrtostachys renda

## Hình ảnh

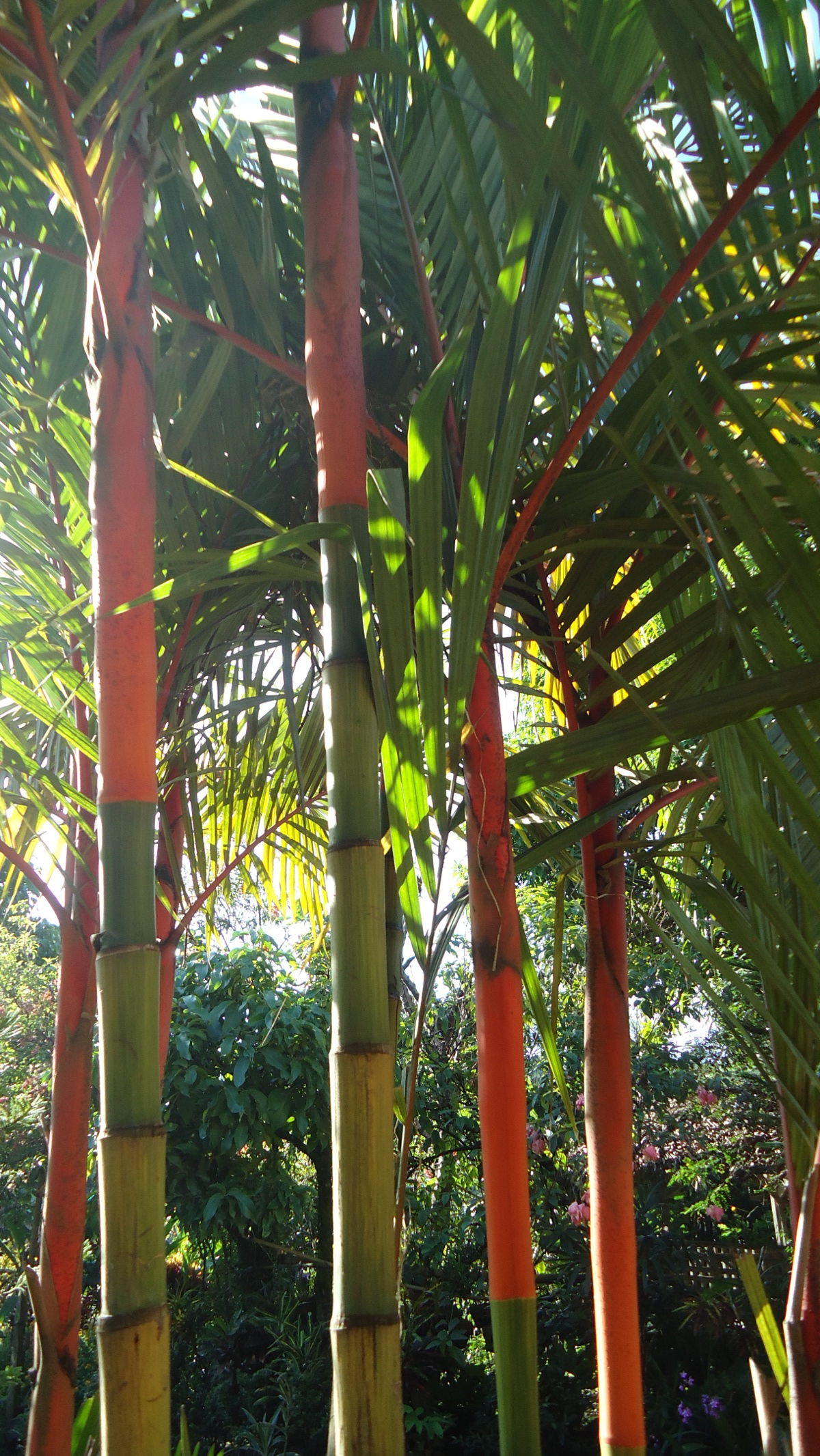
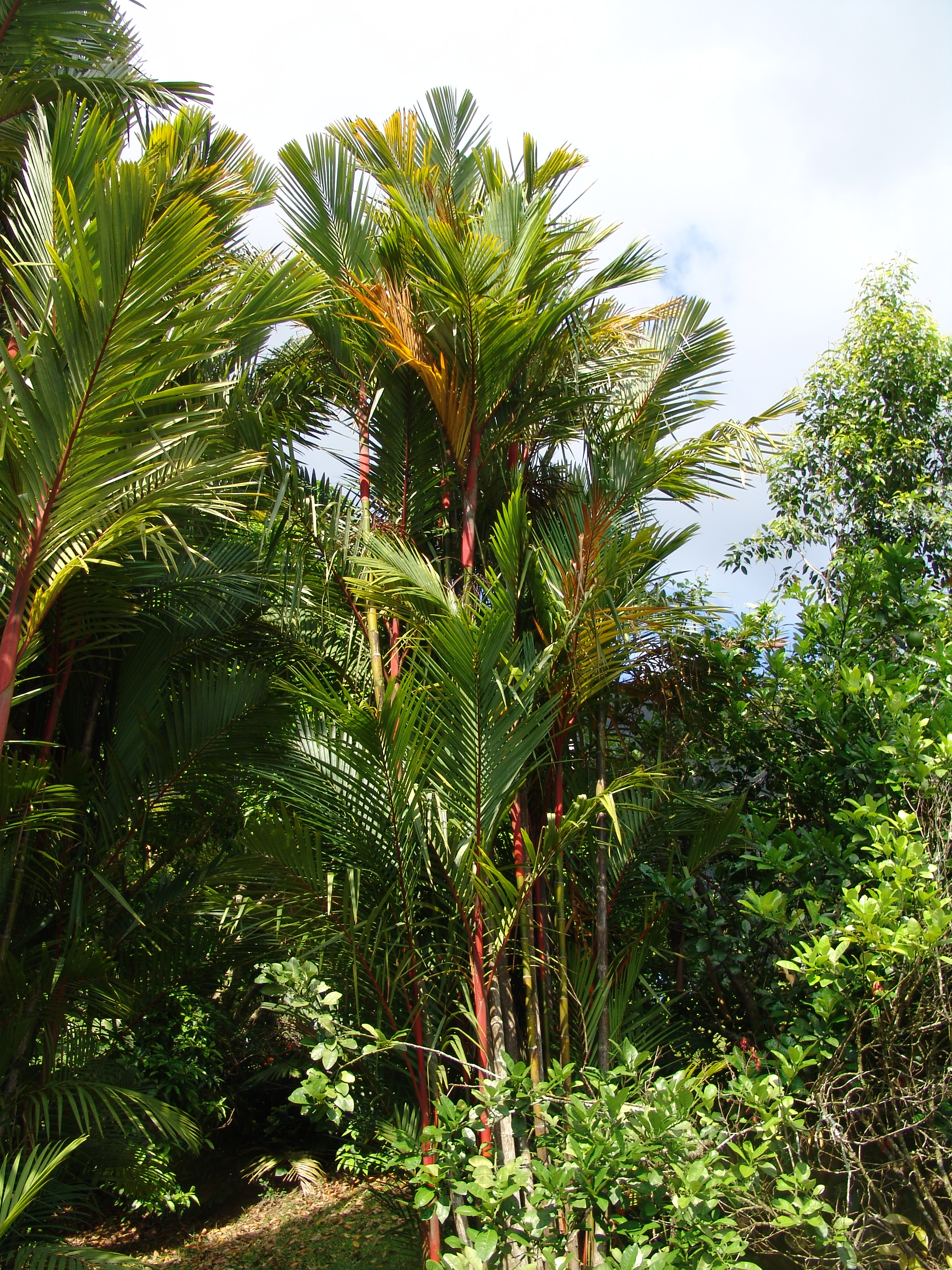